# Seznam naučných stezek v okrese Opava
Seznam naučných stezek v okrese Opava zahrnuje naučné stezky, které jsou celé či alespoň svou částí na ploše okresu Opava v Moravskoslezském kraji.
| Název stezky                                               | Místo | Založeno | Délka (km) | Počet zastavení | Fotka |
| ---------------------------------------------------------- | --- | -------- | ---------- | --------------- | ----- |
| Čermákova naučná stezka                                    | Kružberk, Svatoňovice, Staré Těchanovice | 2013     | 5,2        | 8               |       |
| Diagnostická stezka zdraví                                 | Bělá | 2018     | 1,29       |                 |       |
| Geotrasa sudetská                                          | Dolnoslezské vojvodství, Opolské vojvodství, Slezské vojvodství, Liberecký kraj, Královéhradecký kraj, Olomoucký kraj, Moravskoslezský kraj | 2010     | 602        |                 |       |
| Naučná stezka Areál opevnění Darkovičky                    | |          |            |                 |       |
| Naučná stezka Bukový chodník                               | |          | 6,5        | 4               |       |
| Naučná stezka Dědictví břidlice                            | | 2013     | 5          | 16              |       |
| Naučná stezka Hájeckými chodníčky                          | Háj ve Slezsku a okolí | 1998     | 9          | 6               |       |
| Naučná stezka Hněvošický háj                               | Hněvošice | 2009     | 3,5        | 7               |       |
| Naučná stezka Hvozdnice                                    | |          |            |                 |       |
| Naučná stezka Chuchelenský les                             | Chuchelná, Borová | 2000     | 6          |                 |       |
| Naučná stezka Koutské a Zabřežské louky                    | Kouty, Zábřeh | 2020     | 3          |                 |       |
| Naučná stezka k zámku v Hradci nad Moravicí                | |          |            |                 |       |
| Naučná stezka Lesem Borek                                  | |          |            |                 |       |
| Naučná stezka Městskými parky Opavy                        | |          |            |                 |       |
| Naučná stezka Nýtek                                        | |          |            |                 |       |
| Naučná stezka Okolo Vřesiny                                | Vřesina | 2003     | 8          | 8               |       |
| Naučná stezka Památce amerických letců                     | Raduň, Vršovice, Jakubčovice | 2006     | 9          | 3               |       |
| Naučná stezka Pilný mlýn                                   | |          |            |                 |       |
| Naučná stezka Píšť                                         | Píšť | 2010     | 2          | 7               |       |
| Naučná stezka Přírodní rezervace Štěpán                    | Děhylov, Martinov | 2009     | 10         | 2               |       |
| Naučná stezka Příroda za rohem Rohova                      | Rohov, Sudice | 2009     | 5,7        | 8               |       |
| Naučná stezka Stříbrný důl Slepetné                        | |          |            |                 |       |
| Naučná stezka Šilheřovice (Naučná stezka obce Šilheřovice) | Šilheřovice | 2014     | 10,5       | 15              |       |
| Naučná stezka Velkohoštickým zámeckým parkem               | Velké Hoštice | 2019     | 1          | 6               |       |
| Naučná stezka Z Dobroslavic do Děhylova                    | Dobroslavice, Děhylov | 2015     | 2          | 9               |       |
| Městská naučná stezka - Hradec nad Moravicí                | |          |            |                 |       |
| Planetární stezka v Opavě                                  | Opava, Stěbořice | 2006     | 13         | 11              |       |
| Přírodovědná a vlastivědná stezka Hanuše                   | Hradec nad Moravicí | 2003     | 4,5        | 7               |       |
| Stezka Horní Odry                                          | Okres Opava, okres Karviná a Polsko (okres Ratiboř, okres Wodzisław, okres Rybnik)                                                          | 2020     | 16,8       |                 |       |
| Vršovická pohádková stezka                                 | Vršovice | 2021     | 1,5        | 9               |       |